# Parque uKhahlamba Drakensberg
O Parque Nacional de uKhahlamba ou Parque Nacional do Drakensberg, localizado na província sul-africana do KwaZulu-Natal, junto à fronteira com o Lesotho, é um conjunto de grande beleza natural que foi inscrito pela UNESCO na lista do Património Mundial em 2000.
O parque encontra-se na cordilheira do Drakensberg (que é também denominada em língua isiZulu como “uKhahlamba”, que significa “barreira de lanças”) e é formado por enormes estruturas basálticas e marginado por falésias douradas de arenito. A grande diversidade de habitates, entre a savana de altitude, com numerosos riachos, promoveu uma grande variedade de espécies endémicas e protege um grande número de espécies que se encontram globalmente em perigo de extinção. No parque existem ainda cavernas e abrigos na rocha com a maior colecção de arte rupestre a sul do Sahara, que se pensa terem sido feitas pelos povos Khoisan, ao longo dum período de mais de 4000 anos.
O sítio inscrito na lista da UNESCO inclui, não só o parque nacional, mas ainda seis reservas florestais, uma reserva de caça e quatro reservas da natureza, com uma área total de 242.813 ha, que foram oficialmente estabelecidas entre 1916 e 1967.

## História da conservação
Em 1903, o governo da colónia do Natal decidiu estabelecer a primeira área protegida no Drakensberg, que levou à proclamação duma " Floresta Demarcada " em 1905, mais tarde considerada uma reserva de caça. O “Parque Nacional do Natal” foi formalmente estabelecido em 1916. Várias outras reservas foram proclamadas no Drakensberg: a “Reserva da Natureza de Kamberg” em 1951, a “Reserva da Natureza de Loteni” em 1953, e a “Reserva da Natureza de Vergelegen” em 1967. A primeira reserva florestal na região foi proclamada em 1922 – “Reserva Florestal de Cathkin” (inicialmente, cerca de 40.468 ha) - e, entre 1927 e 1951, várias “Florestas Nacionais foram demarcadas, para assegurar a protecção das zonas de produção de água. Em 1973, Mdedelelo e Mkhomazi foram proclamadas áreas protegidas (“Wilderness Areas”).